# Oxyoppia scalifera
Oxyoppia scalifera är en kvalsterart som först beskrevs av Hammer 1958.  Oxyoppia scalifera ingår i släktet Oxyoppia och familjen Oppiidae. Inga underarter finns listade i Catalogue of Life.